# Arne Selmosson
Bengt Arne Selmosson était un footballeur suédois né le 29 mars 1931 à Sil et mort le 19 février 2002 à Stockholm.

## Carrière
- 1950-1954 : Jönköpings Södra  Suède
- 1954-1955 : AC Udinese  Italie
- 1955-1958 : Lazio Rome  Italie
- 1958-1961 : AS Rome  Italie
- 1961-1964 : AC Udinese  Italie
- 1964-1966 : Skövde AIK  Suède

## Palmarès
- Coupe d'Italie : 1958
- Coupe des villes de foires : 1961

## Sélections
- 4 sélections et 1 but avec la Suède de 1953 à 1958.